# バスク一周2011
バスク一周2011は、バスク一周の51回目のレース。2011年4月4日から9日まで行なわれた。

## 出場チーム
- 斜字はコンチネンタルプロチーム

- AG2R・ラ・モンディアル
- アスタナ・チーム
- BMC・レーシングチーム
- カハ・ルラル
- エウスカルテル・エウスカディ
- ガーミン・サーヴェロ
- ジェオックス・TMC
- ランプレ・ISD
- レオパルド・トレック
- リクイガス・キャノンデール
- オメガファーマ・ロット
- クイックステップ
- ラボバンク
- チーム・HTC - ハイロード
- チーム・カチューシャ
- チーム・モビスター
- チーム・レディオシャック
- チーム・サクソバンク - サンガード
- チームスカイ
- ヴァカンソレイユ・DCM

## 区間及び総合成績

### 第1ステージ
- 4月4日（月） スマラガ 151.2km

区間 & 総合成績
| 順位 | 選手名                   | 国籍           | チーム                       | 時間          |
| ---- | ------------------------ | -------------- | ---------------------------- | ------------- |
| 1    | ホアキン・ロドリゲス     | スペイン       | チーム・カチューシャ         | 4時間02分42秒 |
| 2    | サムエル・サンチェス     | スペイン       | エウスカルテル・エウスカディ | 同            |
| 3    | アンドレアス・クレーデン | ドイツ         | チーム・レディオシャック     | 同            |
| 4    | クリス・ホーナー         | アメリカ合衆国 | チーム・レディオシャック     | +01秒         |
| 5    | ライダー・ヘシェダル     | カナダ         | ガーミン・サーヴェロ         | +06秒         |

- ポイント賞首位　ホアキン・ロドリゲス（ スペイン、チーム・カチューシャ） 25ポイント
- スプリント賞首位　ブラム・タンキンク（ オランダ、ラボバンク） 7ポイント
- 山岳賞首位　マテュー・ペルジェ（ フランス、AG2R・ラ・モンディアル） 12ポイント
- チーム時間賞　チーム・モビスター 12時間08分27秒

### 第2ステージ
- 4月5日（火） スマラガ － レクンベリ 163km

区間成績
| 順位 | 選手名                       | 国籍           | チーム                            | 時間          |
| ---- | ---------------------------- | -------------- | --------------------------------- | ------------- |
| 1    | ヴァシル・キリエンカ         | ベラルーシ     | チーム・モビスター                | 4時間06分39秒 |
| 2    | アンドレアス・クレーデン     | ドイツ         | チーム・レディオシャック          | +02秒         |
| 3    | アンディ・シュレク           | ルクセンブルク | レオパード・トレック              | 同            |
| 4    | クリス・アンカー・セレンセン | デンマーク     | チーム・サクソバンク - サンガード | 同            |
| 5    | クリス・ホーナー             | アメリカ合衆国 | チーム・レディオシャック          | 同            |

総合成績
| 順位 | 選手名                   | 国籍           | チーム                       | 時間          |
| ---- | ------------------------ | -------------- | ---------------------------- | ------------- |
| 1    | アンドレアス・クレーデン | ドイツ         | チーム・レディオシャック     | 8時間09分23秒 |
| 2    | ホアキン・ロドリゲス     | スペイン       | チーム・カチューシャ         | 同            |
| 3    | サムエル・サンチェス     | スペイン       | エウスカルテル・エウスカディ | 同            |
| 4    | クリス・ホーナー         | アメリカ合衆国 | チーム・レディオシャック     | +01秒         |
| 5    | ライダー・ヘシェダル     | カナダ         | ガーミン・サーヴェロ         | +06秒         |

- ポイント賞首位　アンドレアス・クレーデン（ ドイツ、チーム・レディオシャック） 36ポイント
- スプリント賞首位　ブラム・タンキンク（ オランダ、ラボバンク） 13ポイント
- 山岳賞首位　マクシム・イグリンスキー（ カザフスタン、アスタナ・チーム） 21ポイント
- チーム時間賞　チーム・モビスター 24時間28分28秒

### 第3ステージ
- 4月6日（水） ビリャトゥエルタ － スイア － ムルヒア 180km

区間成績
| 順位 | 選手名                       | 国籍         | チーム                 | 時間          |
| ---- | ---------------------------- | ------------ | ---------------------- | ------------- |
| 1    | アレクサンドル・ヴィノクロフ | カザフスタン | アスタナ・チーム       | 4時間20分38秒 |
| 2    | オスカル・フレイレ           | オランダ     | ラボバンク             | +08秒         |
| 3    | パウル・マルテンス           | ドイツ       | ラボバンク             | 同            |
| 4    | ピム・リフトハルト           | オランダ     | ヴァカンソレユ・CCM    | 同            |
| 5    | ミカエル・シェレル           | フランス     | AG2R・ラ・モンディアル | 同            |

総合成績
| 順位 | 選手名                   | 国籍           | チーム                       | 時間           |
| ---- | ------------------------ | -------------- | ---------------------------- | -------------- |
| 1    | ホアキン・ロドリゲス     | スペイン       | チーム・カチューシャ         | 12時間30分09秒 |
| 2    | アンドレアス・クレーデン | ドイツ         | チーム・レディオシャック     | 同             |
| 3    | サムエル・サンチェス     | スペイン       | エウスカルテル・エウスカディ | 同             |
| 4    | クリス・ホーナー         | アメリカ合衆国 | チーム・レディオシャック     | +01秒          |
| 5    | ライダー・ヘシェダル     | カナダ         | ガーミン・サーヴェロ         | +06秒          |

- ポイント賞首位　ホアキン・ロドリゲス（ スペイン、チーム・カチューシャ） 37ポイント
- スプリント賞首位　ブラム・タンキンク（ オランダ、ラボバンク） 13ポイント
- 山岳賞首位　アマエル・モワナール（ フランス、BMC・レーシングチーム） 24ポイント
- チーム時間賞　チーム・モビスター 37時間30分46秒

### 第4ステージ
- 4月7日（木） アムリオ － エイバル 179km

区間成績
| 順位 | 選手名                       | 国籍         | チーム                       | 時間          |
| ---- | ---------------------------- | ------------ | ---------------------------- | ------------- |
| 1    | サムエル・サンチェス         | スペイン     | エウスカルテル・エウスカディ | 4時間42分34秒 |
| 2    | アンドレアス・クレーデン     | ドイツ       | チーム・レディオシャック     | 同            |
| 3    | アレクサンドル・ヴィノクロフ | カザフスタン | アスタナ・チーム             | 同            |
| 4    | ホアキン・ロドリゲス         | スペイン     | チーム・カチューシャ         | 同            |
| 5    | ライダー・ヘシェダル         | カナダ       | ガーミン・サーヴェロ         | 同            |

総合成績
| 順位 | 選手名                   | 国籍           | チーム                       | 時間           |
| ---- | ------------------------ | -------------- | ---------------------------- | -------------- |
| 1    | ホアキン・ロドリゲス     | スペイン       | チーム・カチューシャ         | 17時間12分43秒 |
| 2    | アンドレアス・クレーデン | ドイツ         | チーム・レディオシャック     | 同             |
| 3    | サムエル・サンチェス     | スペイン       | エウスカルテル・エウスカディ | 同             |
| 4    | クリス・ホーナー         | アメリカ合衆国 | チーム・レディオシャック     | +01秒          |
| 5    | ライダー・ヘシェダル     | カナダ         | ガーミン・サーヴェロ         | +06秒          |

- ポイント賞首位　アンドレアス・クレーデン（ ドイツ、チーム・レディオシャック） 56ポイント
- スプリント賞首位　ブラム・タンキンク（ オランダ、ラボバンク） 13ポイント
- 山岳賞首位　ミヒャエル・アルバジーニ（ スイス、チーム・HTC - ハイロード） 34ポイント
- チーム時間賞　チーム・モビスター 51時間38分28秒

### 第5ステージ
- 4月8日（金） エイバル - サリャ 177km

区間成績
| 順位 | 選手名                       | 国籍     | チーム                 | 時間          |
| ---- | ---------------------------- | -------- | ---------------------- | ------------- |
| 1    | フランチェスコ・ガヴァッツィ | イタリア | ランプレ・ISD          | 4時間27分03秒 |
| 2    | クリストフ・ファンデワル     | ベルギー | クイックステップ       | 同            |
| 3    | ジョン・ガドレ               | フランス | AG2R・ラ・モンディアル | 同            |
| 4    | ピム・リフトハルト           | オランダ | ヴァカンソレイユ・DCM  | 同            |
| 5    | エゴイツ・ガルシア           | スペイン | カハ・ルラル           | 同            |

総合成績
| 順位 | 選手名                   | 国籍           | チーム                       | 時間           |
| ---- | ------------------------ | -------------- | ---------------------------- | -------------- |
| 1    | ホアキン・ロドリゲス     | スペイン       | チーム・カチューシャ         | 21時間39分46秒 |
| 2    | アンドレアス・クレーデン | ドイツ         | チーム・レディオシャック     | 同             |
| 3    | サムエル・サンチェス     | スペイン       | エウスカルテル・エウスカディ | 同             |
| 4    | クリス・ホーナー         | アメリカ合衆国 | チーム・レディオシャック     | +01秒          |
| 5    | ライダー・ヘシェダル     | カナダ         | ガーミン・サーヴェロ         | +06秒          |

- ポイント賞首位　アンドレアス・クレーデン（ ドイツ、チーム・レディオシャック） 58ポイント
- スプリント賞首位　ブラム・タンキンク（ オランダ、ラボバンク） 13ポイント
- 山岳賞首位　ミヒャエル・アルバジーニ（ スイス、チーム・HTC - ハイロード） 58ポイント
- チーム時間賞　チーム・モビスター 時間分秒

### 第6ステージ
- 4月9日（土） サリャ 24km（個人タイムトライアル）

区間成績
| 順位 | 選手名                     | 国籍           | チーム                   | 時間     |
| ---- | -------------------------- | -------------- | ------------------------ | -------- |
| 1    | トニー・マルティン         | ドイツ         | チーム・HTC - ハイロード | 32分16秒 |
| 2    | アンドレアス・クレーデン   | ドイツ         | チーム・レディオシャック | +09秒    |
| 3    | マルコ・ピノッティ         | イタリア       | チーム・HTC - ハイロード | +24秒    |
| 4    | ヤコブ・フグルサング       | デンマーク     | レオパルド・トレック     | +29秒    |
| 5    | アンドリュー・タランスキー | アメリカ合衆国 | ガーミン・サーヴェロ     | +42秒    |

### 個人総合成績
| 順位 | 選手名                       | 国籍           | チーム                       | 時間           |
| ---- | ---------------------------- | -------------- | ---------------------------- | -------------- |
| 1    | アンドレアス・クレーデン     | ドイツ         | チーム・レディオシャック     | 22時間12分11秒 |
| 2    | クリス・ホーナー             | アメリカ合衆国 | チーム・レディオシャック     | +47秒          |
| 3    | ロベルト・ヘーシンク         | オランダ       | ラボバンク                   | 同             |
| 4    | ベニャト・インチャウスティ   | スペイン       | チーム・モビスター           | +1分03秒       |
| 5    | シャビエル・トンド           | スペイン       | チーム・モビスター           | 同             |
| 6    | サムエル・サンチェス         | スペイン       | エウスカルテル・エウスカディ | +1分08秒       |
| 7    | ダビ・ロペス・ガルシア       | スペイン       | チーム・モビスター           | +1分28秒       |
| 8    | アレクサンドル・ヴィノクロフ | カザフスタン   | アスタナ・チーム             | +1分31秒       |
| 9    | ライダー・ヘシェダル         | カナダ         | ガーミン・サーヴェロ         | +1分49秒       |
| 10   | ヴァシル・キリエンカ         | ベラルーシ     | チーム・モビスター           | +1分54秒       |

### ポイント賞
| 順位 | 選手名                   | 国籍           | チーム                       | ポイント |
| ---- | ------------------------ | -------------- | ---------------------------- | -------- |
| 1    | アンドレアス・クレーデン | ドイツ         | チーム・レディオシャック     | 78       |
| 2    | サムエル・サンチェス     | スペイン       | エウスカルテル・エウスカディ | 59       |
| 3    | クリス・ホーナー         | アメリカ合衆国 | チーム・レディオシャック     | 57       |

### 山岳賞
| 順位 | 選手名                   | 国籍     | チーム                   | ポイント |
| ---- | ------------------------ | -------- | ------------------------ | -------- |
| 1    | ミヒャエル・アルバジーニ | スイス   | チーム・HTC - ハイロード | 58       |
| 2    | アマエル・モワナール     | フランス | BMC・レーシングチーム    | 30       |
| 3    | フリアン・サンチェス     | スペイン | カハ・ルラル             | 24       |

### スプリント賞
| 順位 | 選手名               | 国籍     | チーム                | ポイント |
| ---- | -------------------- | -------- | --------------------- | -------- |
| 1    | ブラム・タンキンク   | オランダ | ラボバンク            | 13       |
| 2    | マクシム・ベルコフ   | ロシア   | ヴァカンソレイユ・DCM | 9        |
| 3    | アマエル・モワナール | フランス | BMC・レーシングチーム | 9        |

### チーム時間賞
| 順位 | チーム名                 | 国籍           | 時間           |
| ---- | ------------------------ | -------------- | -------------- |
| 1    | チーム・モビスター       | スペイン       | 66時間39分34秒 |
| 2    | チーム・レディオシャック | アメリカ合衆国 | +5分24秒       |
| 3    | ラボバンク               | オランダ       | +6分18秒       |